# Sevastopolskaja
Sevastopolskaja (ryska: Севастопольская) är en tunnelbanestation på Serpuchovsko-Timirjazevskaja-linjen i Moskvas tunnelbana. 

## Byte
På Sevastopolskaja kan man byta till Kachovskaja på  Kachovskajalinjen.